# Tatort: Die Fette Hoppe
Die Fette Hoppe ist ein Fernsehfilm aus der Krimireihe Tatort. Der vom MDR produzierte Beitrag feierte am 12. Dezember 2013 seine Premiere in Weimar. Die Erstausstrahlung im Fernsehen fand am 26. Dezember 2013 auf Das Erste statt. In den Hauptrollen sind Christian Ulmen und Nora Tschirner zum ersten Mal als Ermittler Lessing und Dorn zu sehen.

## Handlung
An seinem ersten Arbeitstag in Weimar gerät Kriminalhauptkommissar Lessing direkt in einen Großeinsatz. Ein verrückter Erpresser hat die schwangere Kriminalkommissarin Kira Dorn im Rathaus als Geisel genommen. Ohne Zögern greift Lessing ein und schafft es, den Geiselnehmer zu überwältigen, nur um dann festzustellen, dass der Verbrecher im Polizeidienst steht: Es handelt sich um eine Einsatzübung.
Kurz darauf wird im von der Verkehrspolizei abgeschleppten Auto der Weimarer Wurstkönigin Brigitte Hoppe eine größere Menge Blut gefunden. Die Fleischerei Hoppe stellt die „Fette Hoppe“, die angeblich beste Rostbratwurst Thüringens, nach geheimem Rezept her. Kira Dorn und Lessing finden Hinweise, dass Frau Hoppe Opfer eines Gewaltverbrechens geworden ist. Da in Weimar der Spruch umgeht, dass Frau Hoppe an Stelle des Herzens einen Geldbeutel trage, ist die Liste potenzieller Täter lang. Unter den Verdächtigen befindet sich auch ihr Sohn Sigmar Hoppe, der seit einiger Zeit eine geheime Beziehung mit Nadine Reuter führt, einer ehemaligen Klassenkameradin der in Weimar aufgewachsenen Kira, die jedoch schon zweifache Witwe ist. Die Ermittler beschleicht der Verdacht, dass Nadine Sigmar dazu brachte, seine Mutter zu töten.
Als jedoch ein Anruf eingeht, scheint alles anders: Brigitte Hoppe wurde entführt und ein Lösegeld von 45.000 Euro soll übergeben werden. Dorn und Lessing haben aber Zweifel, ob das Opfer noch am Leben ist: Immerhin wurde im Auto reichlich Blut gefunden. Die Geldübergabe scheitert, da das Lösegeld von Frau Olm, Leiterin der Gewerbeaufsicht, scheinbar zufällig aus dem dafür vorgesehenen Mülleimer gezogen wird. Nach Verfolgungsjagd in einer Kutsche und Verhör muss sie mangels Beweisen wieder freigelassen werden.
Stattdessen gerät der dem Alkohol zugetane Kutscher Caspar Bogdanski ins Visier der Ermittler. Tatsächlich findet seine Tochter Lotte, eine Freundin von Kira, Frau Hoppes Leiche in der Tiefkühltruhe im väterlichen Stall. Wenig später wird die tiefgekühlte Leiche auf dem Grundstück des Hauses gefunden, in dem Frau Hoppe mit ihrem Sohn gelebt hat, verschwindet jedoch gleich darauf wieder. Die Leiche wird bei den Bogdanskis erneut gefunden, und Caspar Bogdanski gesteht, die bereits Tote mit seiner Kutsche angefahren und die Leiche mitgenommen zu haben, um Hoppe zu erpressen. Mit dem Geld wollte er die korrupte Frau Olm bestechen, seine wegen seines Alkoholismus gefährdete Kutscherlizenz zu verlängern. Frau Olm hat den Geldumschlag also keineswegs zufällig im Mülleimer gefunden.
Eine Aufnahme der Überwachungskamera im Abfallraum der Fleischfabrik zeigt Frau Hoppe, wie sie einen Brief in die Kiste mit den Fleischabfällen wirft und den Raum nach einem Streit mit ihrem Sohn mit einem Beil bewaffnet verlässt. Dieser Brief enthält nicht etwa das geheime Rezept der „Fetten Hoppe“, sondern verweist auf Karin, die Geliebte von Frau Hoppes kurz zuvor verstorbenem Ehemann. Als diese stellt sich schließlich Karin Olm heraus. Als sie von Frau Hoppe zur Rede gestellt und angegriffen wurde, schlug sie sie in Notwehr nieder und erwürgte die Bewusstlose anschließend.
Im Laufe der Folge stellt sich heraus, dass Lessing und Dorn ein Paar sind und Lessing auch der Vater des ungeborenen Kindes ist.

## Hintergründe
Der Film wurde vom 4. April 2013 bis 3. Mai 2013 in Weimar gedreht, die Wurstfabrik befand sich jedoch in Apolda. Während der Dreharbeiten war Nora Tschirner tatsächlich schwanger.
Christian Ulmen und Nora Tschirner standen gemeinsam bereits in der MTV-Comedy-Fernsehserie Ulmens Auftrag vor der Kamera. Darauf zielt ein Insider-Gag im Tatort ab: Ein Fleischerei-Mitarbeiter sagt dort (phonetisch) „Hohde!“ – ein Kunstwort – zur Begrüßung. In einer in einem Schlachthof gedrehten Folge von Ulmens Auftrag behauptete Ulmen gegenüber Tschirner, „Hohde“ gehöre zum typischen Wortschatz dieser Berufsgruppe, wörtlich: „Das ist Metzger! Metzger machen das so!“
Der Fall mit dem Ermittlerteam war zunächst als Einzelepisode geplant, der MDR gab noch vor der Erstausstrahlung bekannt, die Reihe fortsetzen zu wollen. Die Dreharbeiten zum zweiten Film fanden im August 2014 in Weimar und Umgebung statt, die Ausstrahlung erfolgte am Neujahrstag 2015.
Einen Tag nach Erstausstrahlung des Fernsehfilms wurde auf dem Weimarer Marktplatz die Fette Hoppe auch in der Realität verkauft. Imbissbetreiber Lutz Teufel stellte seinen Imbiss während der Dreharbeiten zur Verfügung und verkauft nun die Wurst, die eine zentrale Rolle in dem Film spielte.

## Rezeption

### Einschaltquoten
Die Erstausstrahlung von Die Fette Hoppe erfolgte am 26. Dezember 2013 auf Das Erste und wurde von insgesamt 8,03 Mio. Zuschauern gesehen. Dies entspricht einem Marktanteil von 23,9 Prozent. Bei den jüngeren Zuschauern konnten mit 2,58 Mio. Zuschauern 20,2 Prozent verbucht werden.

### Kritiken
„Über allem liegt Bachs Wohltemperiertes Klavier und eine Variation der Tatort-Titelmusik: Die Episode ist natürlich eine Parodie. Manchmal tut es etwas weh. Aber manchmal tut es – nach einem Jahr eisern geführter Tatort-Qualitätsdebatten – auch ein bisschen gut, wie unaufgeregt Ulmen und Tschirner ihre Wurst- und Wortwitze verstreuen.“

„‚Die fette Hoppe‘ ist ein kurzweiliges, wenn auch spannungsarmes Gag-Feuerwerk, bei dem die ‚Tatort‘-Debütanten Nora Tschirner und Christian Ulmen bereits vortrefflich harmonieren und sich gegenseitig mit flotten Sprüchen überbieten.“